# Nicolás Esguerra
Nicolás Esguerra Ortiz (10 de septiembre de 1838 - 23 de diciembre de 1923) fue un abogado y político colombiano.
Desempeñó en su país diversos cargos, tales como rector del Colegio del Rosario y presidente de la Cámara de Representantes, y también fue candidato en 1914 a la Presidencia de la República en las elecciones en las que José Vicente Concha, de filiación conservadora, resultó elegido para el cargo.

## Biografía
Esguerra era hijo de Serafina Ortiz y del coronel Domingo Esguerra. Por razones de salud comenzó a recibir educación en su casa, primero de su madre y luego de Juan Nepomuceno Borbón. Recién a los 9 años ingresó al Colegio San Bartolomé, dirigido por jesuitas y luego en el Colegio de San Simón, de Ibagué. Cuando esta última ciudad fue sede del Congreso constitucional en 1854, el abuelo de Esguerra hospedó a Manuel Murillo Toro. Esta circunstancia determinó que una vez finalizada la guerra Esguerra viajara a Bogotá a hospedarse en casa de Murillo Toro y continuar sus estudios. Antes de terminarlos ya había sido nombrado secretario de la Junta de Beneficencia y a los veinte años se graduó en filosofía y jurisprudencia en el Colegio del Rosario, lo que le permitió comenzar a ejercer la profesión de abogado con la limitación de que inicialmente no pudo aceptar poderes y recién quedó habilitado para ello al alcanzar la mayoría de edad.
En 1863 integró el Tribunal de Neiva como magistrado, cargo que ejerció durante un año y luego de una corta estadía en Bogotá pasó a ejercer sus actividades en el antiguo Estado del Tolima, donde primero fue secretario de Hacienda y de Gobierno, y luego diputado a la Asamblea de dicho Estado. En 1872 fue elegido representante al Congreso, por Cundinamarca, y para no renunciar a ese cargo Esguerra rechazó la secretaría de la Legación en los Estados Unidos que se le ofreciera.
Nicolás Esguerra fue designado rector del Colegio del Rosario en momentos en que la enseñanza de las ideas de George Bentham en dicha casa de estudios había producido la ruptura de relaciones entre su rector y el arzobispo de Bogotá. Su gestión se dirigió a reconciliar las dos instituciones para lo cual, entre otras medidas, dispuso la realización de ejercicios espirituales y ordenó que todas las noches fuese rezado en la capilla el rosario por la comunidad. La valoración que se hizo de su gestión desde diferentes posiciones políticas derivó en que los conservadores de Santander lo eligieron diputado por el círculo de Charalá a la Asamblea de aquel departamento en tanto los liberales de Santander lo designaron para igual cargo por Cúcuta, aceptando Esguerra la primera designación.
Desde el Diario de Cundinamarca en el que escribía, Esguerra lanzó la candidatura de Santiago Pérez Manosalva para la Presidencia de la República, quien al resultar elegido en 1874 lo designó Secretario del Tesoro. También desempeñó por pocos días el Ministerio del Interior y Relaciones Exteriores en razón de que el designado para ese cargo, el doctor Justo Arosemena, no lo aceptó. 
Como derivación de los sucesos políticos de 1885 Esguerra debió abandonar Colombia por cerca de diez años. Viajó por Venezuela, Costa Rica y los Estados Unidos, donde trabó amistad con el patriota cubano José Martí, y fundó una casa de comisiones que no prosperó. Después de volver a Colombia el presidente Manuel Antonio Sanclemente le encomendó una misión en Europa relativa a los asuntos del Canal de Panamá. Cuando el presidente general Rafael Reyes firmó el tratado con los Estados Unidos en que se reconocía la independencia de Panamá Esguerra dirigió un memorial a la Asamblea legislativa alertando sobre las consecuencias e impulsó los sucesos de marzo de 1909 con la posterior caída y salida del país de aquel mandatario. Esguerra fue presidente de la Cámara de Representantes en 1909 y de la Asamblea Constituyente de 1910. En 1914 se presentó como candidato a la Presidencia de la República en las elecciones en las que José Vicente Concha, de filiación conservadora, resultó elegido para el cargo. Falleció en Bogotá el 23 de diciembre de 1923. 
Esguerra Ortiz es el padre de Carlos Esguerra Gaitán (médico, presidente de la Academia Colombiana de Medicina entre 1914 y 1916); abuelo de Alfonso Esguerra Gómez (médico fisiólogo, miembro de la Academia Colombiana de Ciencias Exactas, Físicas y Naturales) y Gonzalo Esguerra Gómez (médico radiólogo, miembro de la Academia Colombiana de Medicina, decano de la Facultad de Medicina de la Universidad Nacional de Colombia y caballero de la Orden de l'Etoile Noire), bisabuelo del jurista y presidente de la Corte Suprema de Justicia, José María Esguerra Samper y tatarabuelo del dos veces ministro (primero de Defensa y luego de Justicia), Juan Carlos Esguerra Portocarrero.
Para exaltar la memoria de Esguerra Ortiz, el Congreso de la República de Colombia expidió la Ley 35 de 1938, con el fin de honrar la memoria del personaje a propósito del centenario de su natalicio, el 10 de septiembre de 1838. La Ley en mención ordenó que el primer colegio nacional que se fundase, llevara el nombre del político liberal. Actualmente el Colegio Nacional Nicolás Esguerra funciona como institución educativa de básica secundaria y media, adscrita a la Secretaría de Educación del Distrito Capital, siendo de los mejores colegios públicos de Bogotá.